# Toshihiro Matsushita
Pour les articles homonymes, voir Matsushita.
Toshihiro Matsushita (松下 年宏, Matsushita Toshihiro) est un footballeur japonais né le 17 octobre 1983. Il évolue au poste de milieu de terrain.

## Palmarès
- Champion du Japon en 2005 avec le Gamba Osaka
- Finaliste de la Coupe de la Ligue japonaise en 2005 avec le Gamba Osaka
- Vainqueur de la Coupe Suruga Bank en 2010 avec le FC Tokyo